# Urastoma cyprinae
Urastoma cyprinae is een platworm (Platyhelminthes). De worm is tweeslachtig. De soort leeft in het zoute water.
Het geslacht Urastoma, waarin de platworm wordt geplaatst, wordt tot de familie Urastomidae gerekend. De wetenschappelijke naam van de soort werd voor het eerst geldig gepubliceerd in 1882 door Graff.